# خانه اوپسالا
خانه اوپسالا (به انگلیسی: Uppsala House) قدیمی‌ترین خانه چوبی در تارتو، استونی است
این خانه با همکاری شهر خواهرخوانده تارتو، اوپسالا در سوئد بازسازی شده و تا سال ۲۰۱۰ به عنوان یک مهمان‌خانه پنج خوابه اداره می‌شد. از آن زمان، به عنوان دفتر اداره روابط عمومی دولت محلی شهر تارتو استفاده می‌شود.
بخش شمالی خانه قدیمی‌ترین قسمت آن است که به دهه ۱۷۵۰ میلادی مربوط می‌شود، براساس درخت‌گاه‌شماری مشخص شده‌است که ساخت آن قبل از آتش‌سوزی بزرگ تارتو بوده.

## نگارخانه

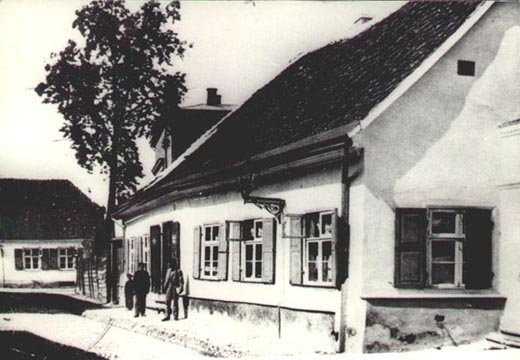
اواخر قرن ۱۹ میلادی
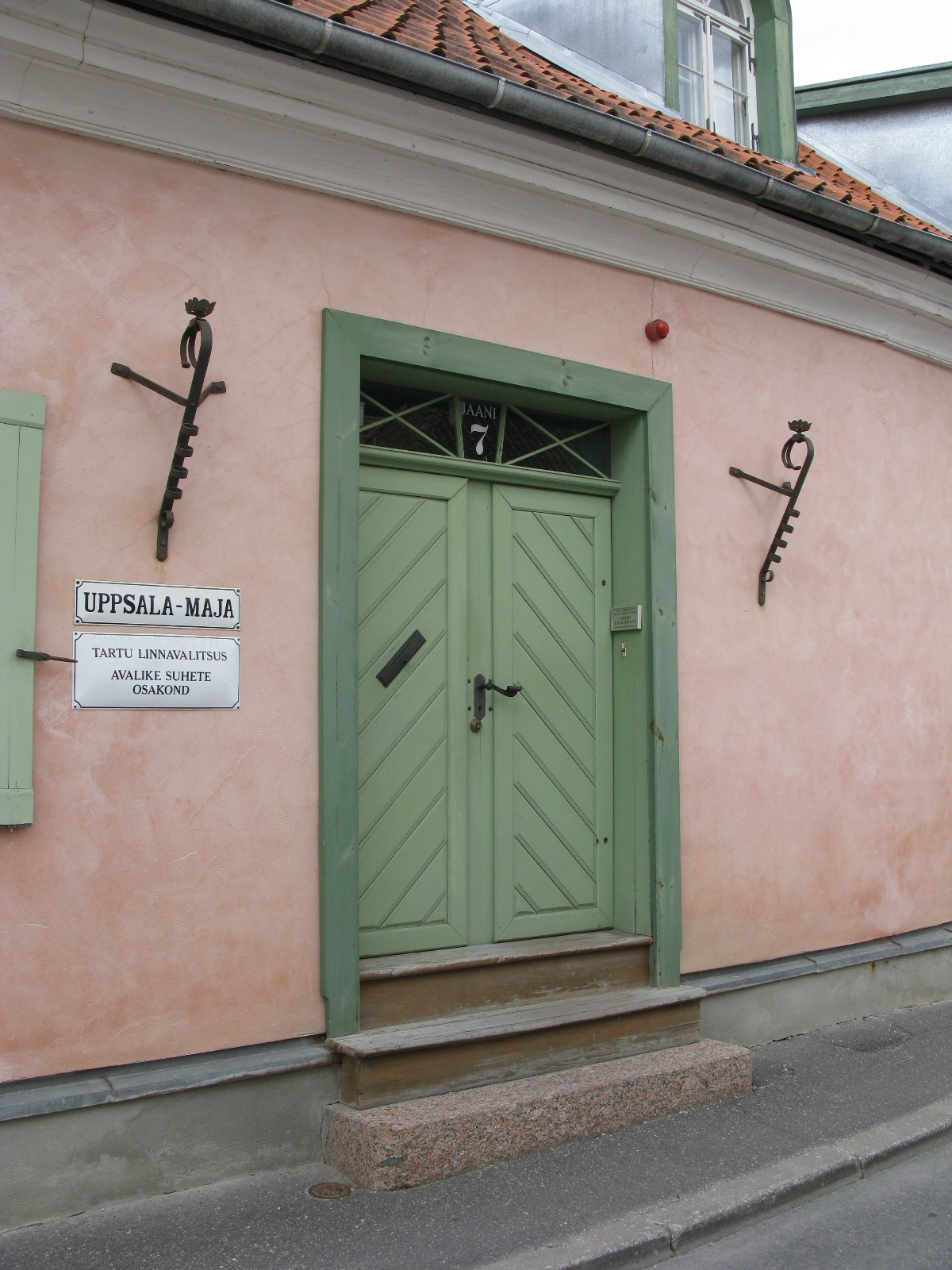
ورودی خانه، ۲۰۱۲
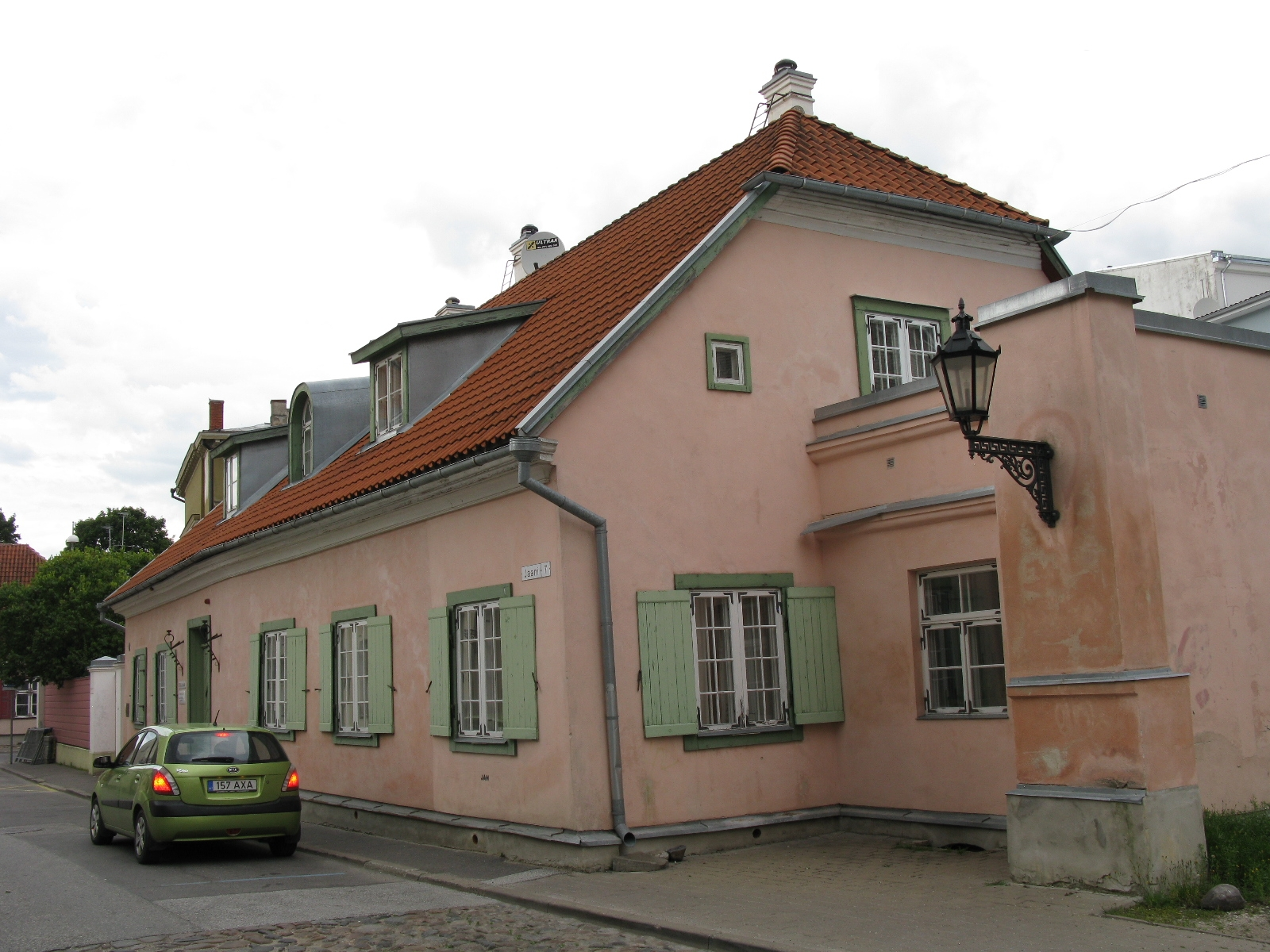